# 护封

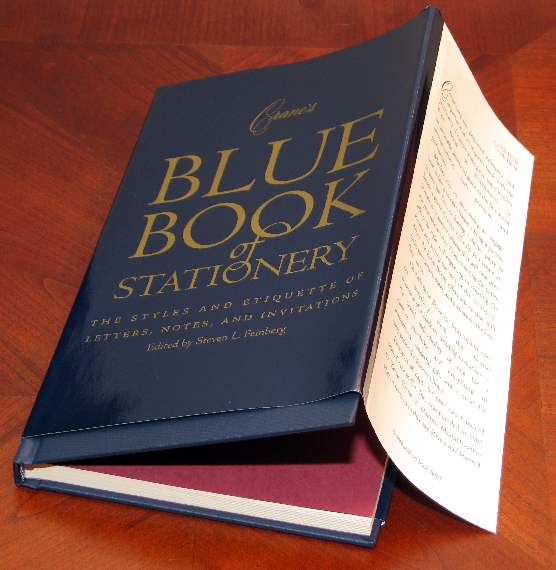
护封及其勒口示例

护封又称书套，是包在书籍封皮外的印刷品，广泛用于图书设计。它的高度与书相等，长度能包住书的前封、书脊与后封，在两侧的延长部分可分别向里折进前封和后封，称为勒口或折口。

## 历史
古代中国在简牍上写字，书写完毕编简成册以后，第一简必定写这篇书的题目。有时为了保护书简在开头加两根不写字的简称为“赘筒”，这也是后世书籍“护封”之源。
关于护封最早的记录出现于19世纪20年代的英国。早期的护封像包装纸一样完全封住整本书，并用蜡或胶水封口。因此在书被打开时，护封会被撕毁并扔掉。到19世纪50年代，出现了有勒口的护封，书的内页不再被封住，遂流行于欧美地区。但由于护封上只包含有关书的简单資訊且设计简陋，通常它们还是会被购书者丢弃。直到20世纪初期，出于时尚和经济的影响，出版商们弱化了对于封面的装饰设计，而透过精美的护封来吸引读者，甚至连护封的底面也出现了广告。从此，购书者逐渐开始保留护封。对此的一个例证是，这一时期原先印在书脊上的价格也转移到了勒口边上。而需要将书作为礼物的购买者，就可能会将勒口边上的价格剪去同时保留护封。
后来在日本，在护封外面又出现了側標，起到了与19世纪流行的护封相似的广告宣传作用。进入21世纪，中国的出版业逐渐开始使用塑封，即用塑膠膜完全封住整本书，这样既如早期的护封一样保护了图书，又不会遮挡住设计精美的护封。但这种做法也遭致如对读者不友好和污染环境的批评。